# Luis Cubilla
Luis Alberto Cubilla Almeida (født 28. marts 1940, død 3. marts 2013) var en uruguayansk fodboldspiller (kantspiller) og -træner.
Cubilla spillede gennem sin karriere 38 kampe og scorede 11 mål for Uruguays landshold. Han var en del af landets trup til både VM 1962 i Chile, VM 1970 i Mexico, samt VM 1974 i Vesttyskland. Han spillede i alt ni VM-slutrundekampe ved de tre turneringer.
På klubplan spillede Cubilla blandt andet for begge de to store Montevideo-klubber, Nacional og Peñarol. Med begge klubber vandt han fire uruguayanske mesterskaber. Han havde også et toårigt ophold hos FC Barcelona i Spanien, hvor han i 1963 var med til at vinde pokalturneringen Copa del Rey, og spillede desuden fire år i argentinske River Plate.
Efter at have indstillet sin aktive karriere blev Cubilla træner, og stod blandt andet i spidsen for sine gamle klubber som aktiv, Peñarol og River Plate, og var desuden træner for Uruguays landshold i perioden 1991-1993.